# إسكندريان
إسكندريان هي قرية في مقاطعة أرومية، إيران. يقدر عدد سكانها بـ 227 نسمة بحسب إحصاء 2016.